# Andrea Diekmann
Andrea Diekmann (* 8. Oktober 1962 in Soest) ist eine deutsche Juristin. Sie ist seit 2024 Präsidentin des Berliner Kammergerichtes.

## Leben

### Ausbildung
Diekmann absolvierte das Abitur in ihrer Heimatstadt Soest. Danach studierte sie Rechtswissenschaften in Passau und legte im Januar 1991 ihr zweites juristisches Staatsexamen in Berlin. Sie wurde 2009 an der Georg-August-Universität Göttingen über die „Stellvertretung in Gesundheitsangelegenheiten – Modell eines dreigliedrigen Vertretungssystems“ zum Dr. jur. promoviert.

### Laufbahn
Im Jahr 1991 begann sie ihre Richterlaufbahn am Landgericht Berlin. Danach war sie an mehreren Amtsgerichten und dem Kammergericht tätig, ehe sie 2007 zur Vorsitzenden Richterin am Landgericht Berlin ernannt wurde. Von 2009 bis 2010 folgte eine Abordnung an die Berliner Senatsverwaltung für Justiz. Im Anschluss war sie von 2010 bis 2016 die Vizepräsidentin des Landgerichtes Berlin und von 2016 bis 2020 die Vizepräsidentin des Kammergerichtes.
Von Juni 2020 bis Dezember 2024 war sie Präsidentin des Landgerichtes Frankfurt (Oder).
Am 8. November 2024 wählte das Abgeordnetenhaus von Berlin Diekmann auf Vorschlag des Senates von Berlin zur Präsidentin des Kammergerichtes. Dabei erreichte sie 130 Ja-Stimmen, zehn Nein-Stimmen und eine Enthaltung. Aufgrund der Möglichkeit einer Konkurrentenklage bestand eine zweiwöchige Frist bis zur Ernennung nach der Wahl. So übergab ihr die Berliner Senatorin für Justiz und Verbraucherschutz, Felor Badenberg (CDU), die Ernennungsurkunde am 12. Dezember 2024. Sie folgt damit auf Bernd Pickel, der Ende März 2024 in den Ruhestand eingetreten war.